# Vepice
Vepice est un hameau de la commune de Kovářov, dans le district de Písek, région de Bohême-du-Sud, en République tchèque. Ce hameau est situé sur la route de Petrovice. Sa population s'élevait à 42 habitants en 2011.
Le paysage alentour est fait de collines avec de nombreux petits bosquets.
Le village s'appelait à l'origine « Epice » du prénom vieux tchèque "Epa".

## Géographie
Village rural, sur le chemin menant de Hrazany à Kovářov à 1,5 km à l'est de Kovářov. Au-dessus du village s’étend la butte « Vepicka hurka » à 555 m. À gauche sur la route de Hrazany se trouve l’étang Zdir, le plus grand de la région.
Au sud, en aval du site de l'Etang neuf, on trouve la carrière d'où l'on extrayait le granite de couleur bleu.

## Histoire

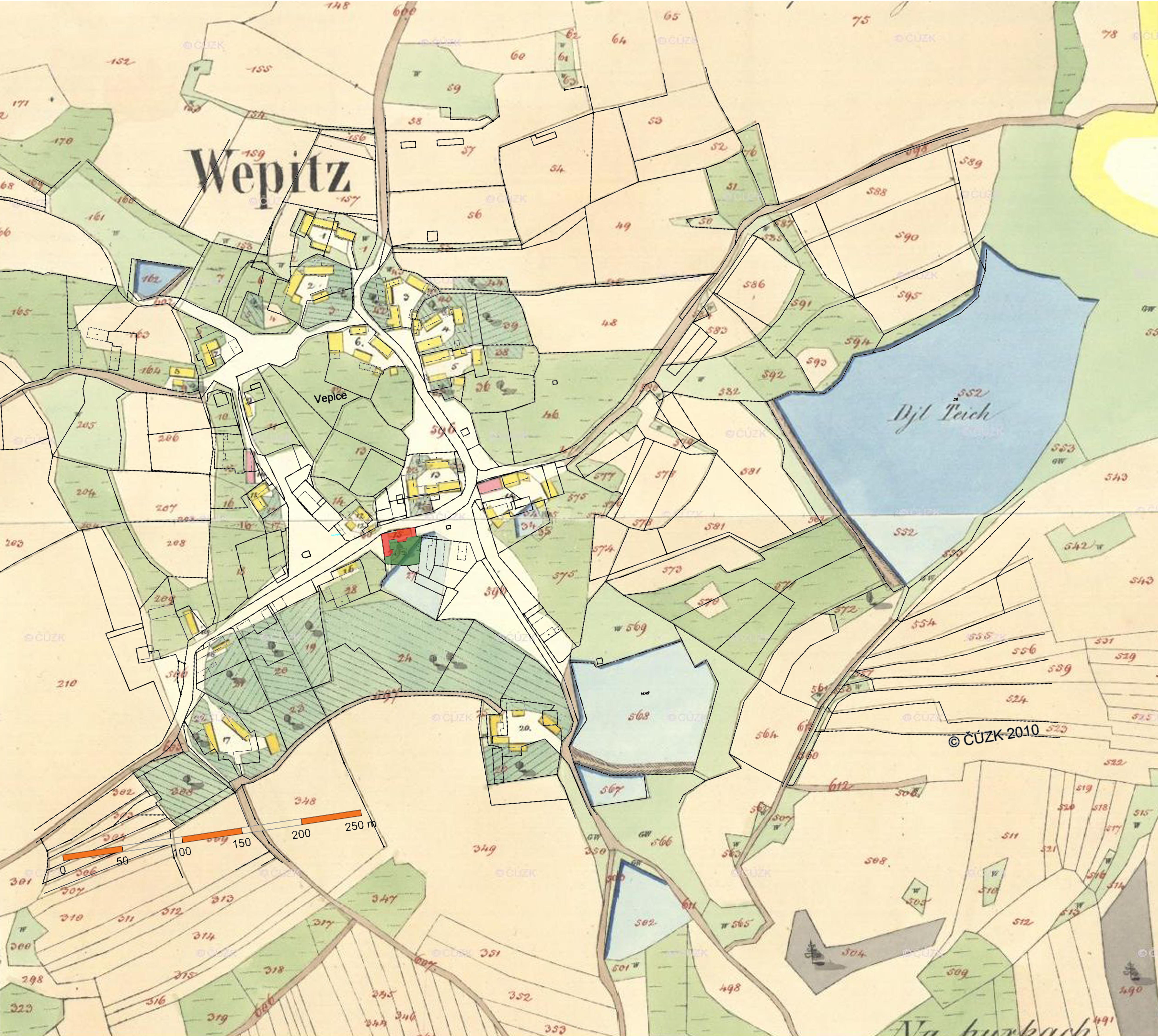
Carte cadastrale de Vepice

La plus ancienne mention connue de Vepice remonte à 1373, lorsque sa ferme fortifiée est la résidence de l'évêque Jaroslav de Vepice.
En 1382 Gertrude de Vepice, veuve de Mstich de Vepice, décédé depuis peu, défend le titre héréditaire au profit de ses filles Anka, Markéta et Kateřina, au détriment de Purkart de Janovice. Vers 1389, peu avant sa mort, elle lègue une somme importante  à l'église de Předbořice.
Plus tard, dans les années 1383 - 1404, c'est François de Vepice, alors abbé du monastère de Milevsko, qui devient une personnalité reconnue. Il construit, au milieu du cimetière de l'abbaye, l'actuelle église Saint-Gilles. Sur le mur pignon se trouve le blason des seigneurs de Vepice : un geôlier à tête de chien.
En 1485, Mikuláš, abbé de Milevsko, mentionne Franěk de Vepice, duquel, en tant que curé, il aurait reçu des chapelets. En 1497 Vaněk de Vepice, fils de Franěk, administre avec Eliška de Jetřichovice le village de Pičín, en Moravie.
À la fin du XVe siècle, les seigneurs de Vepice se sont éteints. Le village devient la possession des seigneurs de Břízsko (jusqu'en 1590), puis est rattaché à Kovářov (1592), possession de Georges de Švamberk.
La ferme fortifiée se dressait autrefois à l'"Etang Neuf", situé à 200 m au sud-est de Vepice.
En 1900, à l'occasion du curetage de l'étang, ont été trouvés une quantité non négligeable de poutres en chêne, de haches en fer forgé, de tessons, de pointes et de flèches. Ces découvertes ont été déposées au Musée national de Prague.
Vepice avait 21 maisons en 1848 et 186 habitants en 1890, 26 maisons et 182 habitants en 1940, 30 maisons et 162 habitants.

## Patrimoine[5]
La chapelle du village dédiée à la Sainte-Croix et à Notre-Dame de Lourdes se dresse au milieu de la place. Elle a été consacrée en 1901 par le curé de Kovářov, F. Chardon. Ce lieu de culte a été fondé par Jan Dolista, agriculteur à Vepice qui fit un don de 600 CZK. Marie Hlavinová, une enseignante, contribua également à hauteur de 400 CZK, comme le village, qui fournit également 400 CZK ainsi que matériaux et main d’œuvre.
La chapelle a été décorée par le peintre V. Pešička de Hostín, l’autel provient d’un don de J. Kofron, charpentier à Klisince, la croix, les statues de Notre-Dame de Lourdes et de Jean Népomucène ont été sculptées par FV Buk de Prague et exposées lors d'occasions spéciales. Elles ont été restaurées par M. Nevřivá de Bzence en Moravie pour 17 000 CZK, les coûts ont été supportés grâce à une collecte auprès des paroissiens.
Cette chapelle spatiale est construite dans le style néo-roman. Au-dessus de l'autel est accroché un crucifix, fait par le curé slovaque de Kovářov, Quirin Bartek, pour remplacer la croix originelle volée en 1999.
Au-dessous se trouve la statue de la Vierge Marie. Sur les côtés on remarque les statues de Jésus-Christ et de Sainte-Thérèse.
Croix de pierre en face de la chapelle.
Cette croix de pierre est sur la place du village en face de la chapelle en pierre. Sur le socle est gravée l'année de crise 1857. Le corps de la croix est gravé en relief du calice et de l’hostie, la barre en haut au centre est gravée du motif d’un cœur et les extrémités des bras écartelé symbolisent probablement l’hostie ou les quatre apôtres.
Croix de Beneš.
Cette croix de fer se trouve dans un jardin du village au nord-ouest, derrière une clôture. Elle a été déplacée de quelques mètres, car elle se trouvait trop près de la route. Sur son socle de pierre à l'avant est gravé un motif de cœur.
Croix à gauche sur la route Vepice – Kovářov
Cette croix de fer est sur le côté gauche de la route Vepice - Kovářov, après le village dans un virage en hauteur.
Croix Mošanský.
Cette croix de fer se trouve sur le côté droit de la route menant de Vepice à Vladyčin. Elle a été transférée ici depuis le cimetière.
Croix sur la route Vepice - Vladyčin – « Brzské Samoty“.
Cette croix de fer se dresse sur la route reliant Vepice et Vladyčin à environ 1,5 km du village, à gauche et à l'embranchement pour "Brezské Samoty", sous le tilleul. Sur le cartouche rectangulaire on peut lire difficilement l'inscription « Béni soit Jésus-Christ ».
Croix Dolista.
Cette croix se dresse sur la route menant de Vepice à Hrazany. Elle a été érigée en 1898 par Josef Dolista de Vepice, à l’occasion de la fête de Saint-Venceslas (28 septembre). Elle a été bénie par le curé de Kovářov, František Bodlák. Un simple cartouche porte la date de 1898.
Croix sur les « hauteurs de Marjánec »
Cette croix de fer se trouve sur le bord de la chaussée, près de l'ancien chemin menant de Vepice à Hrazany – au-dessus de l’étang Díl, à un endroit connu sous le nom de "Marjánčin vršek".
Croix à gauche de la route vers la carrière
Cette croix de fer se trouve à gauche après la carrière, à la lisière de la forêt. Le cartouche rond porte l'inscription « en l’honneur d’un heureux retour de la Première Guerre mondiale ».

## Galerie

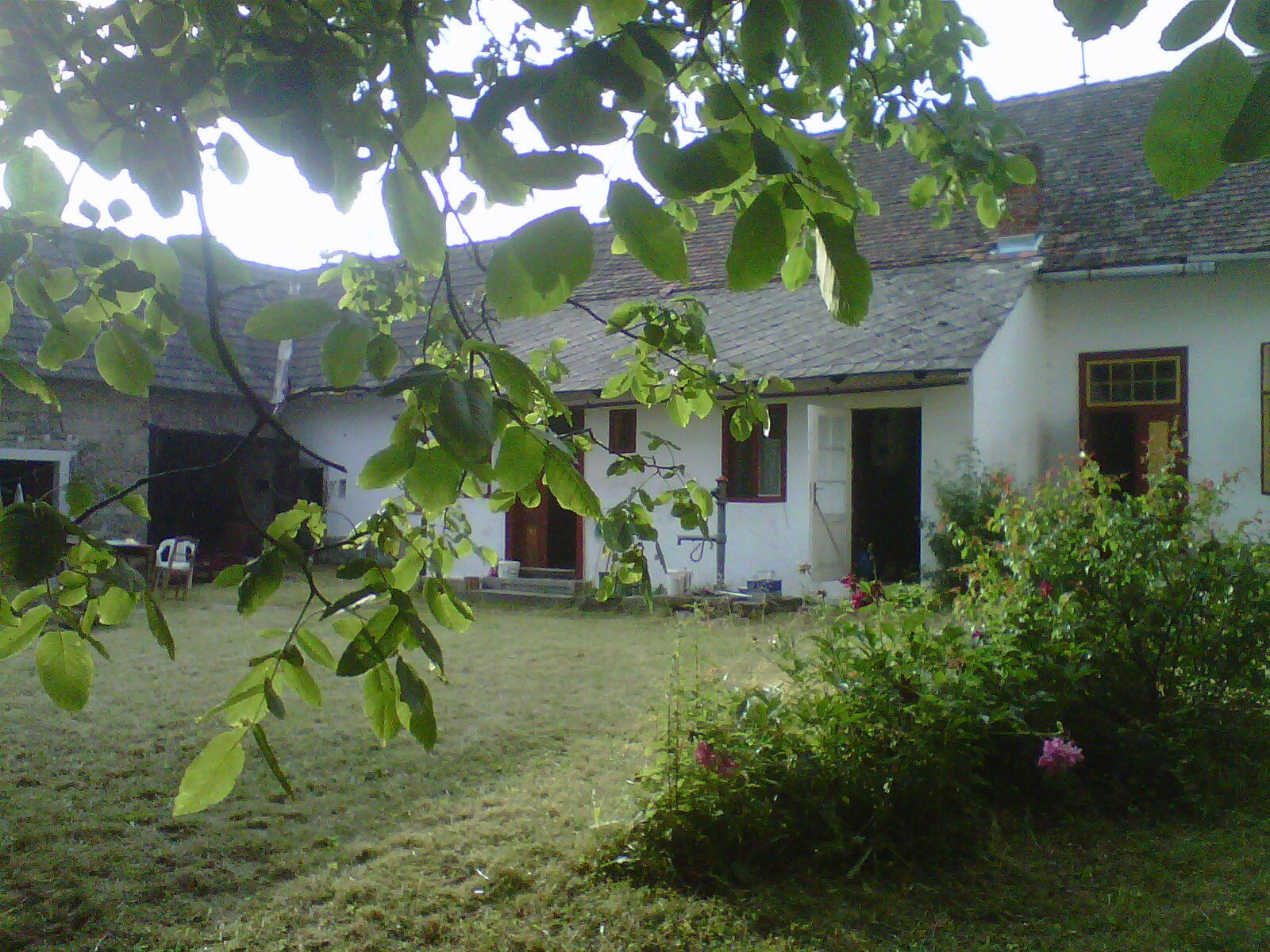
L'ancienne auberge
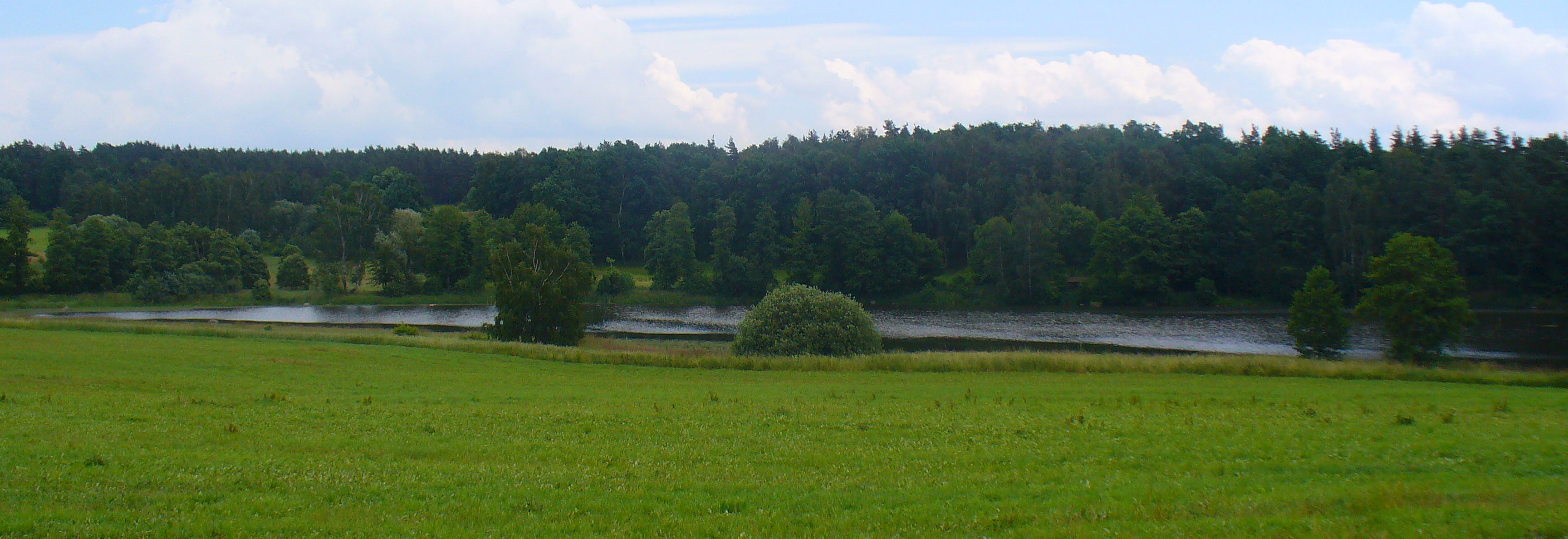
Vue de l'étang
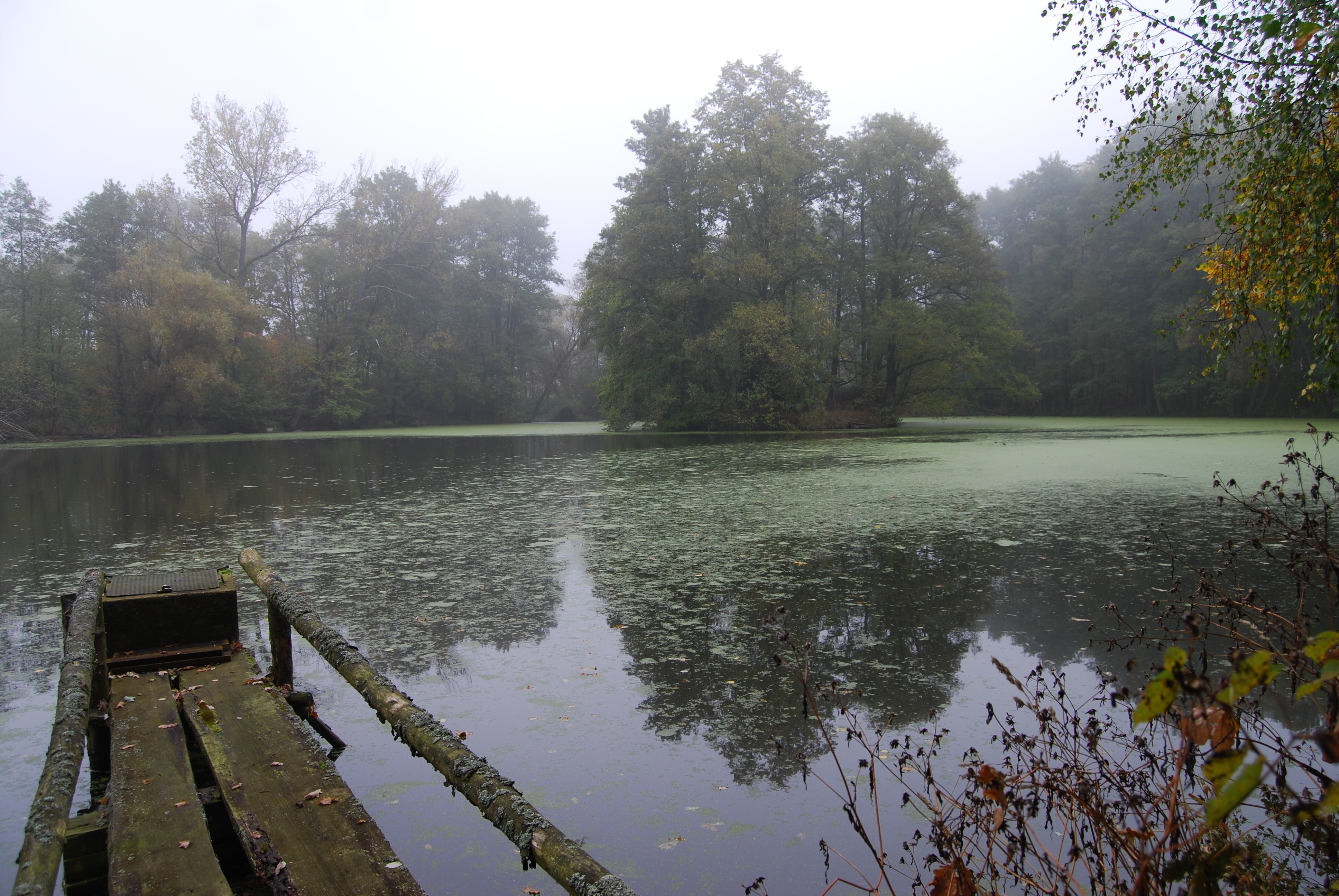
L'Etang neuf et son île
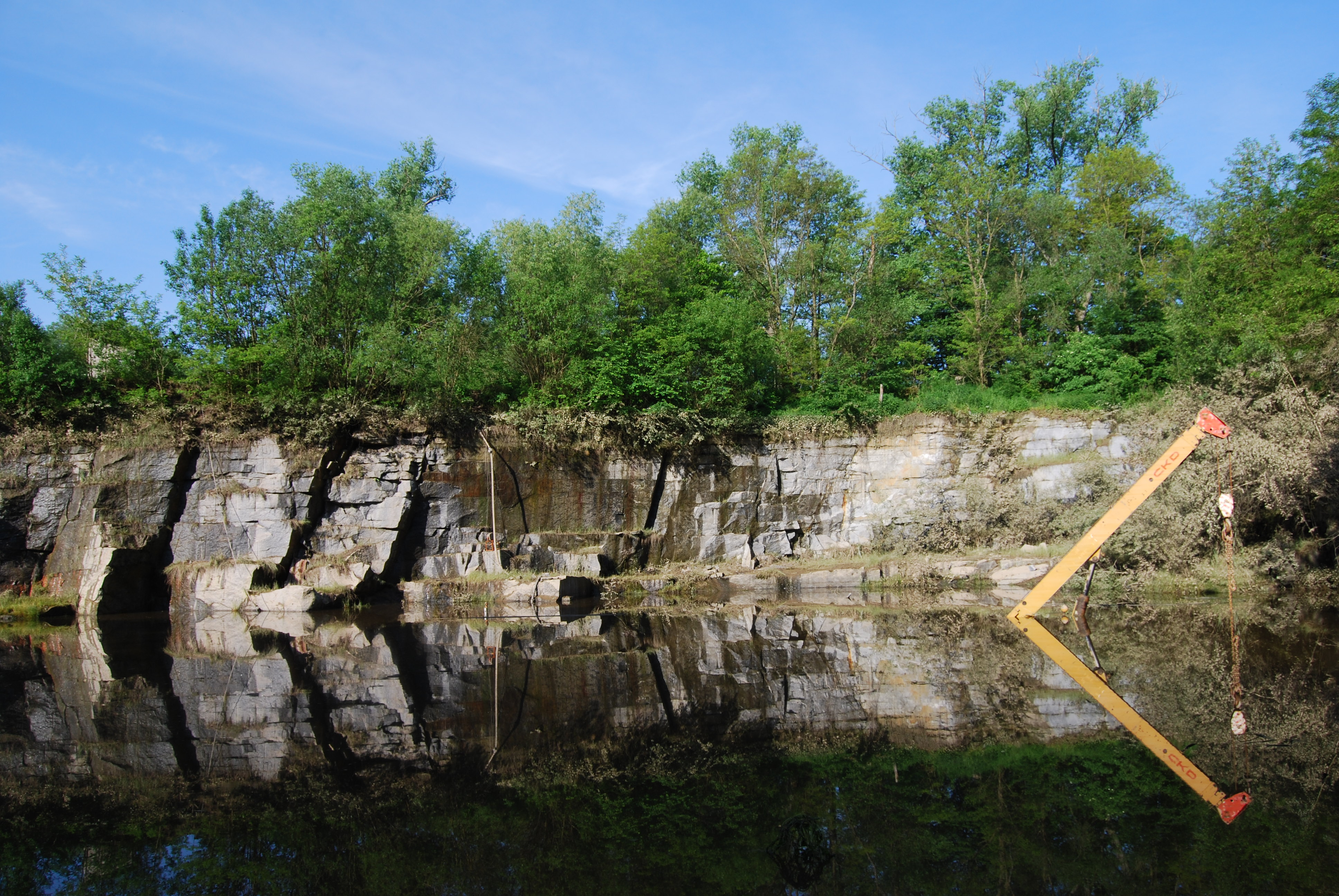
La carrière inondée
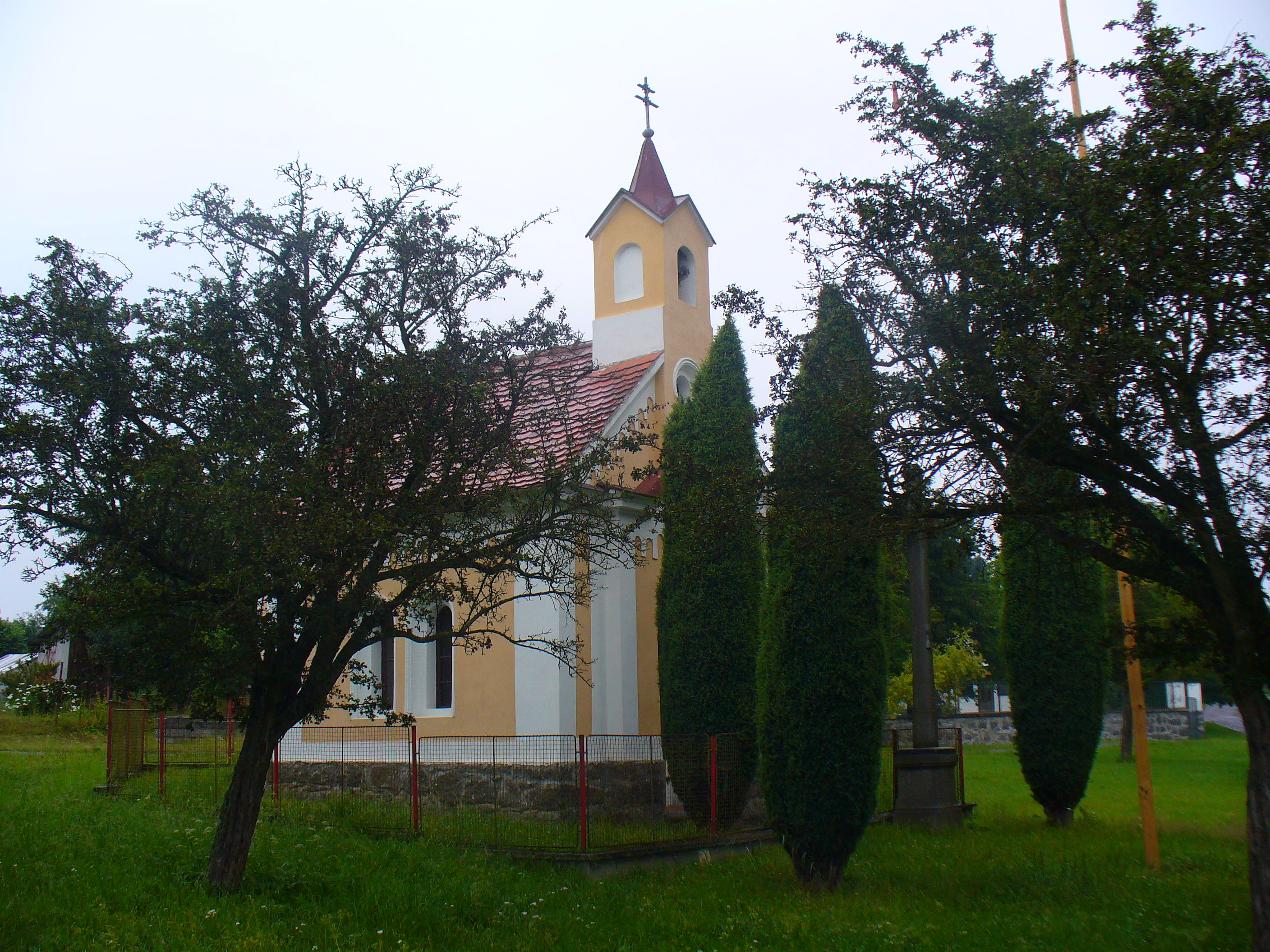
La chapelle Notre-dame de Lourdes
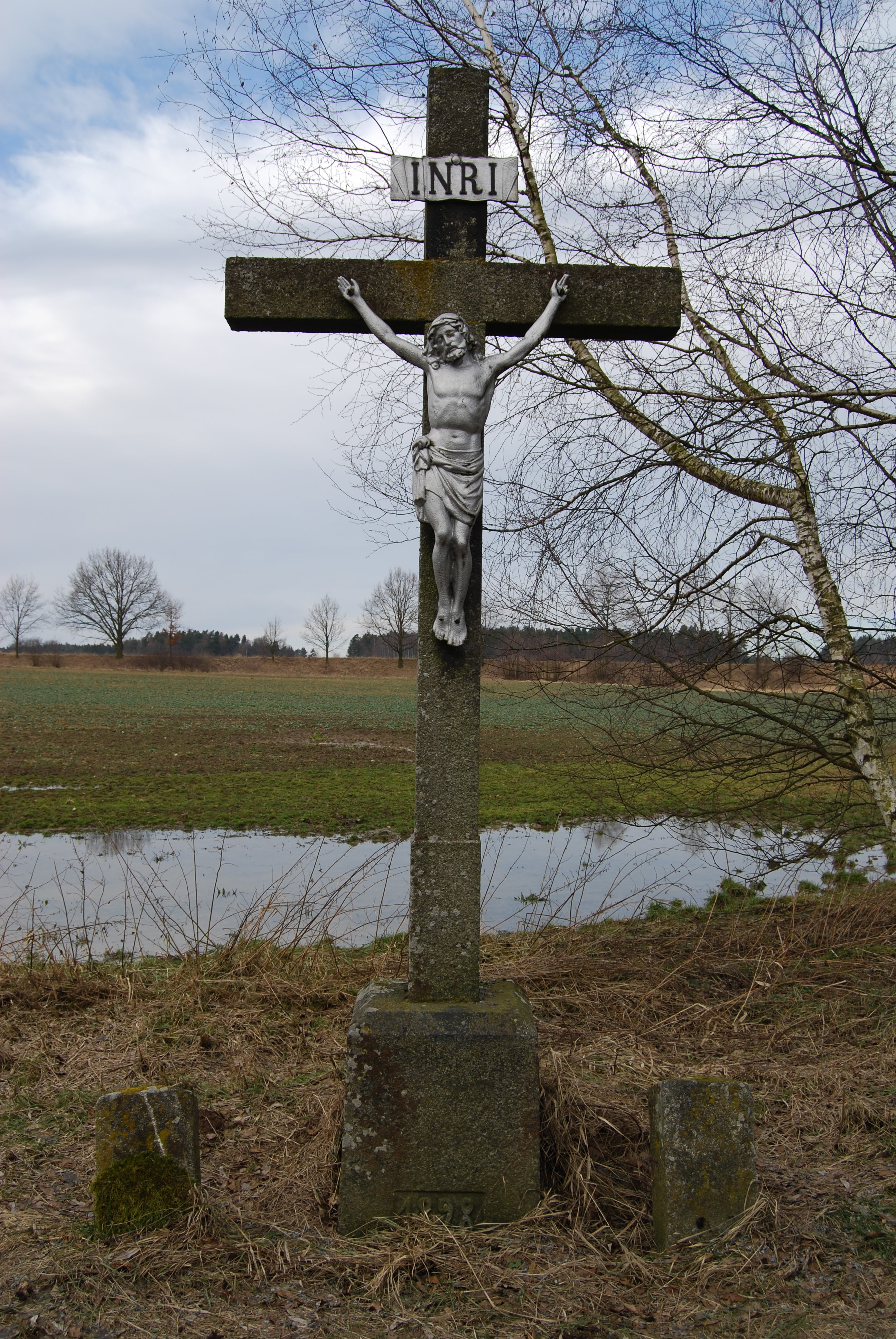
La croix Dolista

## Autres hameaux de Kovářov
- Březí
- Dobrá Voda
- Hostín
- Chrást
- Kotýřina
- Kovářov
- Lašovice
- Onen Svět
- Předbořice
- Radvánov
- Řenkov
- Vepice
- Vesec
- Vladyčín
- Zahořany
- Záluží
- Žebrákov